# 奧久季奇
50°51′3″N 24°42′40″E / 50.85083°N 24.71111°E
奧久季奇（烏克蘭語：Озютичі），是烏克蘭的村落，位於該國西部沃倫州，由沃洛德米爾區負責管轄，始建於1545年，面積1.59平方公里，海拔高度216米，2001年人口428，人口密度每平方公里269.18人。